# 渡辺順次
渡辺 順次（渡邉 順次、わたなべ じゅんじ、1948年 - ）は、日本の化学者。東京工業大学名誉教授。高分子化学を専門とする。

## 概要
高分子液晶の権威であり、後述のバナナ型液晶の発見者である。このバナナ液晶の拡がりは大きく、現在では欧米でも盛んになっている。また、バナナ液晶に関する国際会議 (International Symposium on Banana Liquid Crystals) も行われているほどである。
もともとは高分子構造化学が専門であり、天然高分子の構造や主鎖型ポリエステル液晶の一連の研究を行っている。さらに実用化されたものもある。また生命の作り出す構造色に関する研究でも知られている。また、バナナ型液晶の第1報にあたる論文は600回以上の引用がなされている。
バナナ液晶に始まる一連の研究やポリペプチドを用いたコレステリック液晶の研究は、キラリティの分野でも評価が高く、国際会議 Chirality 2009 では、plenary Lecture（全員出席の講演）を行っている。
最近では民放を中心にテレビ放送にも登場しており、ザ・ベストハウス123では、吸水性ポリマー・構造色を発するナノ微粒子などを紹介した。

## バナナ型液晶について
液晶の発見以来、棒状と円盤状の形を持つ分子のみが液晶材料の対象とされてきた。この研究では、分子の形と液晶配向場の相関を 対称性の視点からとらえ、新規バナナ形液晶を分子設計し、通常の液晶化合物には見られない新規な構造・物性を発見するに至った。これにより、竹添秀男と共に文部大臣表彰を受けた。新規な強誘電液晶相、反強誘電性液晶、 散逸構造を持つ液晶相など多くの液晶相を発見し、また、アキラル分子のキラル液晶ドメインへの自然分晶など特異な構造・物性を発見し、液晶の基礎科学の進展に寄与した。また、巨大な自発分極値、キラル非線形光学効果を観測し、非線形光学、新規 ディスプレイ材料などへの応用を提案した。本成果は現在すでに大きな産業となっている液晶ディスプレイの次世代型モデルとして有望であるばかりでなく、これまでの棒状、円盤状液晶では達成されない多くの技術に資することのできる基盤材料として寄与できることが期待される。
Tokyo Tech Bulletin にはバナナ液晶の研究についての紹介が掲載されている。（英文）

## 受賞歴
- 2005年 高分子学会三菱化学賞。
- 2008年 文部大臣表彰（科学分野）「バナナ型液晶の研究」

## 略歴
- 1948年 愛媛県今治市生まれ。
- 1967年 愛媛県立今治西高等学校卒業。
- 1971年 東京工業大学工学部高分子工学科卒業。
- 1976年 東京工業大学博士号取得。
- 1976年 東京工業大学助手。
- 2000年 東京工業大学教授。
- 2006年-2008年 高分子学会副会長。
- 2014年 東京工業大学教授を定年退職。

## 参照
1. ↑  https://researchmap.jp/read0059406/
2. ↑  
T. Niori, T. Sekine, J. Watanabe, T. Furukawa and H. Takezoe J. Mater. Chem. 6 (7): 1231-1233 (1996)